# Calospila apotheta
Espèce
Calospila apotheta est un insecte lépidoptère appartenant à la famille  des Riodinidae et au genre Calospila.

## Dénomination
Calospila apotheta a été décrit par Henry Walter Bates en 1868 sous le nom de Lemonias apotheta.

## Description
Calospila apotheta est un papillon au dessus de couleur marron doré avec une ornementation de marques marron et une ligne submarginale d'ocelles foncés. Le revers est beige clair avec la même ornementation de marques marron et une ligne submarginale d'ocelles foncés.

## Écologie et distribution
Calospila apotheta est présent dans le nord de l'Amérique du Sud, en Guyane, en Guyana,  au Surinam, en Colombie et au Brésil.

### Biotope
Il réside dans la forêt tropicale.

### Protection
Pas de statut de protection particulier.